# Andover, Massachusetts

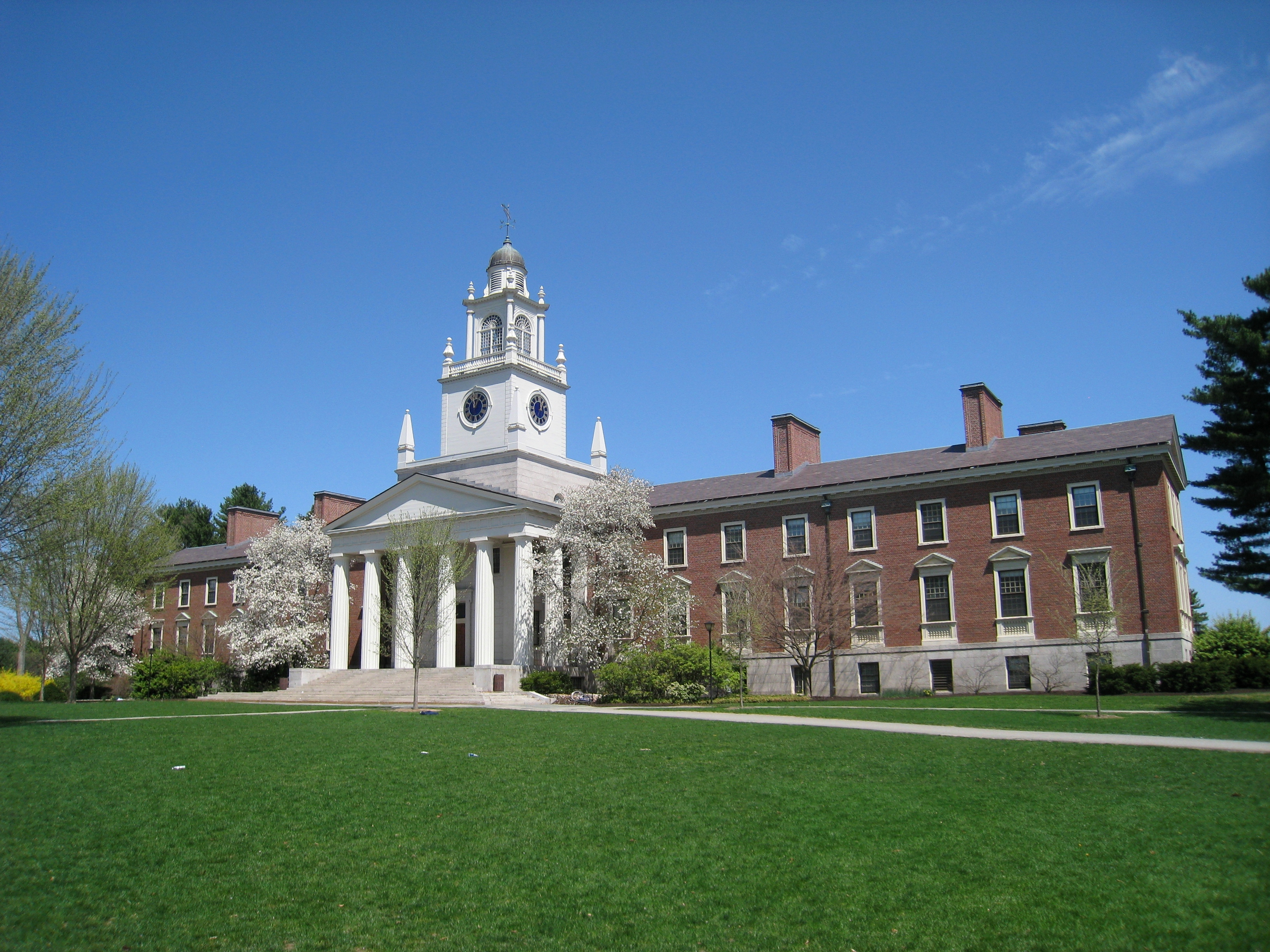
Phillips Academy

Andover, en kommun (town) i Essex County, Massachusetts, USA med cirka 31 247 invånare (2000).